# خبث (كيمياء)

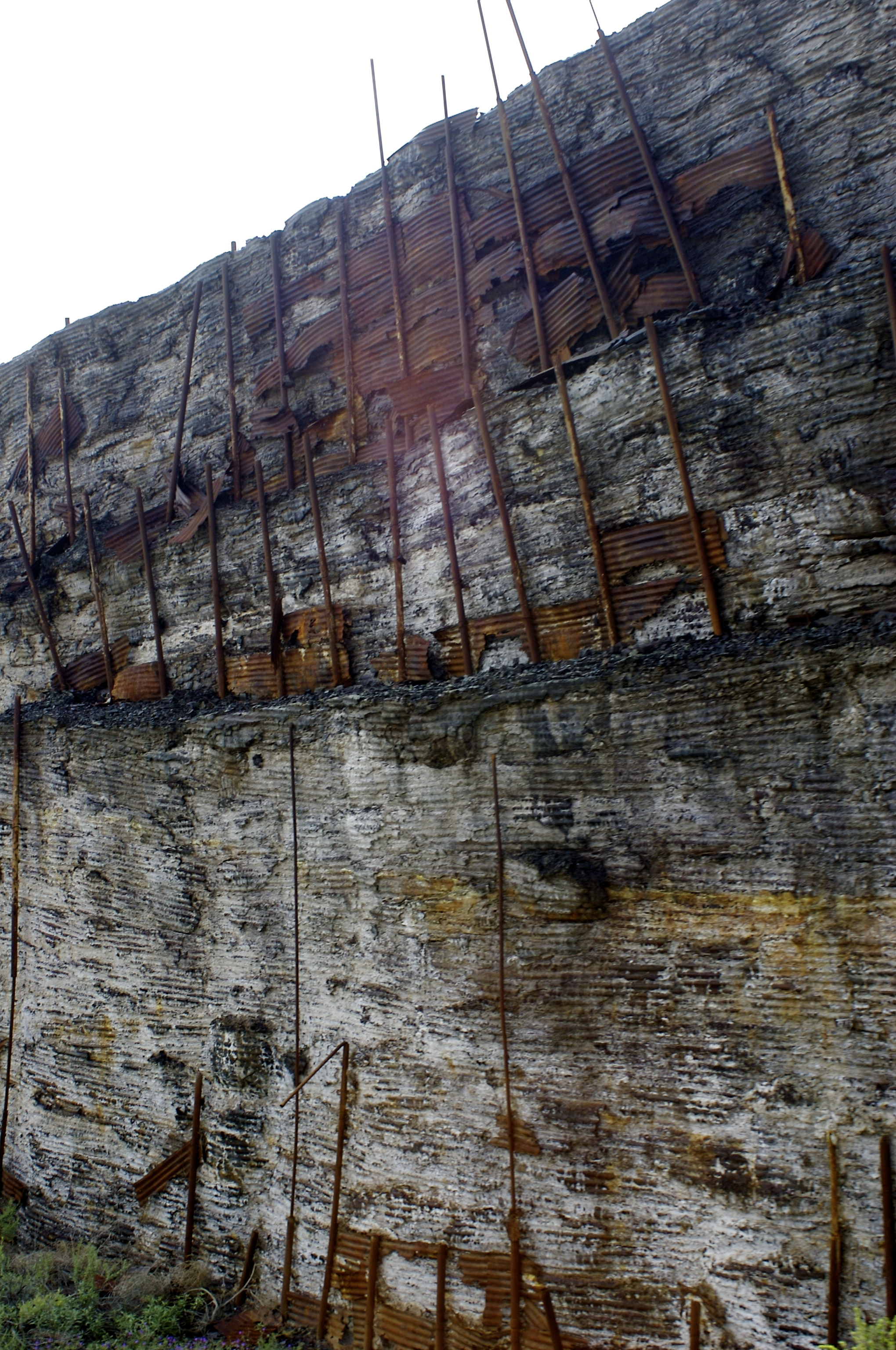

خَبَث المعادن أو خبث قاعدي (بفتح الخاء) هو ناتج ثانوي ينتج عند صهر حديد الزهر بفرن التحويل لتحضير الصلب، فتتحد الشوائب الفسفورية بالحديد مع البطانة القاعدية للفرن المذكور، وتطفو على سطح الحديد المنصهر ثم تفصل جسماً مسامياً له لون داكن. والخبث سماد قلوي يفيد التربة الحامضة أو المتعادلة، وفائدته محدودة في غير هذه التربات.
ويختلف تركيب الخبث، ويسمي أيضا «فوسفات توماس» نسبة إلى أحد مبتكري بطانة الفرن، وبوجه عام يحتوي السماد على 10 إلي 25% من خامس أكسيد الفسفور على صورة فوسفات الكالسيوم الرباعية التي تذوب في الماء بعسر وبطء شديدين، إلي جانب أكاسيد المغنيسيوم والسيليكون والحديد.
الخـَبـَث (slag) كلمة عامة تستخدم للدلالة على عدد كبير من المركبات البسيطة والمعقدة، قد تكون محاليل لأكاسيد نابعة من مصادر مختلفة، أو كبريتيدات نابعة من شحنة الأفران أو الوقود، وفي بعض الحالات يتكون الخبث من هاليدات مثل فلوريد الكالسيوم، الذي يضاف أحياناً كصَهُور (مساعد صهر). ويكون الخبث عادة طور منفصل عن الفلز المنصهر بسبب عدم امتزاجه، وكثافته المنخفضة (بين 3 و 4) مقارنة ب 5,5 للمخلوط الكبريتيدي و 7,8 جم/سم3 للحديد أو الصُلب (الفولاذ).
وتلعب الأخْبَاث دور غاية في الأهمية في عمليات استخلاص الفلزات بالطرق الحرارية. فهي تقوم بوظائف كيميائية وفيزيائية عديدة، تتفاوت بين استقبال الشوائب المعدنية والمواد غير المُختَزَلة مثل الأكاسيد في الاستخلاص الأولى، إلى تخزين المتفاعلات الكيميائية، وامتصاص الشوائب المستخلَصة في عمليات تنقية الفلزات. ويقي الخبث أيضاً الفلز المنصهر والمخلوط الكبريتيدي من الأكسدة، ويقلل من فقد الحرارة. وفي أفران الصهارة الكهربائية يستخدم الخبث كمقاومة تسخين (تسخين بالمقاومة الكهربائية). وللاستفادة من هذه الوظائف يجب أن يتمتع الخبث بخصائص طبيعية محددة، مثل نقطة الانصهار واللزوجة، وخصائص كيميائية مثل القاعدية وجهد التأكسد وخصائص ديناميكية حرارية معينة. وتعتمد القيم الحقيقية لهذه الخصائص على اختلاف بُنْيَة الخبث وتركيبه الكيميائ.

## بنية الأكاسيد النقية
تعتمد بُنْيَة الأكاسيد على أبعاد كل من الكاتيونات والأنيونات وعلى نوع الروابط بينها. وكما هو معلوم فإن معظم الأخباث هي سليكات.

### تأثير أبعاد الأيونات على البنية
تتميز الأكاسيد الجامدة ببنية بسيطة نسبياً، حيث تُحاط الكاتيونات الفلزية بأنيونات الأكسجين في شبكة بلورية ثلاثية الابعاد. ووفقاً للقانون الأول ل«بولينج» يجب أن يُحاط كل كاتيون بأكبر عدد من أنيونات الأكسجين في بنية كثيفة الرَّص (الترصيص). ويسمى هذا العدد من الأنيونات بعدد التنسيق، ويعتمد فقط على أحجام وشحنات الكاتيونات والأنيونات. وبالنسبة لترتيب العناصر في الجدول الدوري، تزداد أقطار الذرات من أعلى إلى أسفل في العمود الواحد، وتقل من اليسار إلى اليمين في الصف الأفقي (مع زيادة العدد الذري). أما الأيونات، فتعتمد أقطارها على أقطار ذراتها وعلى شحنتها، ولذلك فأقطار الأنيونات أكبر بكثير من أقطار الكاتيونات. وقطر أيون Cu2+ الذي فقد إلكترونين أصغر من قطر أيون Cu1+ الذي فقد أيون واحد.
| كاتيونات | Ca2+ | Mn2+ | Fe2+ | Mg2+ | Fe3+ | Al3+ | Si4+ |
| -------- | ---- | ---- | ---- | ---- | ---- | ---- | ---- |
| كاتيونات | 0,93 | 0,80 | 0,75 | 0,65 | 0,60 | 0,5  | 0,41 |
| أنيونات  | O2-  | S2-  | F-   |      |      |      |      |
| أنيونات  | 1,40 | 1,84 | 1,36 |      |      |      |      |

هناك كذلك قيمة حديّة لنسبة نقك/نقأ (أي نصف قطر الكاتيون إلى نصف قطر الأنيون)، لأي بُنية بلورية مستقرة، وتعتمد هذه النسبة على هندسة الشكل الفراغي للبنية البلورية. يبين الجدول الآتي هذه النسب الحدية:
| البنية        | عدد التنسيق | نقك / نقأ     | أمثلة              |
| ------------- | ----------- | ------------- | ------------------ |
| مكعبية        | 8           | 1 – 0,732     |                    |
| ثمانية الأسطح | 6           | 0,732 – 0,414 | CaO، MgO، MnO، FeO |
| رباعية الأسطح | 4           | 0,414 – 0,225 | SiO2، P2O5         |
| مثلثية        | 3           | 0,225 – 0,155 |                    |

وقد رسخ القانون الثاني لِبولينج (Pauling's) أن المسافة بين كاتيونين متجاورين يجب أن تصل إلى منتهاها (حدها الأقصى)، لأنهما متنافران. ولذلك تتلاصق رباعيات الأسطح عند نقاط رُؤسِها، مكونة تركيب سداسي في الأبعاد الثلاثة. وفي بنية السليكا ترتبط ذرة السيليكون مع أربع ذرات أكسجين، وكل ذرة أكسجين ترتبط بذرتين من السيليكون، مما يجعل صيغتها (SiO2)n أو SiO2.
وأثناء الصهر تتهدم الشبكة البلورية للأكاسيد، وتتكسر الروابط بين الأيونات بفعل الإثارة الحرارية في الطور السائل. وفي هذه الظروف تظل الكاتيونات محاطة بالأنيونات، ولكن في صورة أقل جسوءة. وقد يتغير عدد التنسيق بسبب ما كهذا السبب. وعندما تكون الروابط بين الكاتيونات والأنيونات قوية جداً، كما في حالة السليكا، تبقى الشبكة البلورية الثُمانية الأسطح دون تغيير أثناء الصهر. وبزيادة درجة الحرارة عن هذا الحد، تتكسر الوصلات في ثمانُ الأسطُح تُكسر مضطرداً. وفي بداية هذه العملية، توجد أيونات معقدة ضخمة مثل (Si9O21)6- وعدد قليل من Si4+.
وبمرور الوقت وزيادة درجة الحرارة، يقل حجم الأيونات المعقدة مع تهدم الوصلات بين وحدات الشبكة البلورية. وفي درجة عالية جداً، سينفصل كل ثمانِ أسطح عن الآخرين، وسيكون هناك عدد متساوٍ من الأنيونات (SiO4)4- والكاتيونات Si4+. وأثناء ذلك يتم التحويل من السليكا الجامدة إلى سائل لزج خلال عدة مراحل بدون نقطة انصهار محددة.

### (ب) قوى الترابط بين الفلز والأكسجين
يوجد نوعان من الترابط في البلورات: التكافؤ الكهربائي (الأيونى) والتساهمى (إسهامى). وفي ترابط التكافؤ الكهربائي ينتقل إلكترون أو أكثر من ذرة الفلز إلى الأكسجين، مُحَوِّلَة إياه إلى كاتيون والأكسجين إلى أنيون O2-. وتزداد قوة الترابط بين الكاتيونات والأنيونات – وتسمى قوة كولوم – بزيادة الشحنات على كل من الكاتيون والأنيون، وبنقص المسافة بين الأيونات المختلفة الشحنة.
F = 2ze2/(Ra +Rc)2
حيث Rc و Ra هي أنصاف أقطار الكاتيون (نقك) والأنيون (نقأ)، على الترتيب، و ze هي الشحنة.عناصر العمود الأول من الجدول الدورى (الفلزات القلوية) لها شحنات قليلة وحجم أيونات أكبر مقارنة بالعناصر الموجودة في الأعمدة التالية. ولذلك ستكون قوى ترابط التكافؤ الكهربائي بينها وبين الأكسجين صغيرة نسبياً. يوضح جدول 3 النسبة لعدد من الأكاسيد، وقيمتها متناسبة مع قوى التجاذب بين الأيونات، كما يتضح من المعادلة السابقة.
| أكسيد | z/(Rc+Ra)2،(أنجستروم)-2 | نسبة الترابط الأيونية | رقم التنسيق (للجامد) | رقم التنسيق (للسائل) | صفة الأكسيد                    |
| Na2O  | 0,18                    | 0,65                  | 6                    | 6 إلى 8              | مُكسرات الشبكة أو أكاسيد قاعدية |
| BaO   | 0,27                    | 0,65                  | 8                    | 8 إلى 12             |                                |
| SrO   | 0,32                    | 0,61                  | 8                    |                      |                                |
| CaO   | 0,35                    | 0,61                  | 6                    |                      |                                |
| MnO   | 0,42                    | 0,47                  | 6                    | 6إلى 8               |                                |
| FeO   | 0,44                    | 0,38                  | 6                    | 6                    |                                |
| ZnO   | 0,44                    | 0,44                  | 6                    |                      |                                |
| MgO   | 0,48                    | 0,54                  | 6                    |                      |                                |
| BeO   | 0,69                    | 0,44                  | 4                    |                      |                                |
| Cr2O3 | 0,72                    | 0,41                  | 4                    |                      | أكاسيد مُتَقَلِّبَة                  |
| Fe2O3 | 0,75                    | 0,36                  | 4                    |                      |                                |
| Al2O3 | 0,83                    | 0,44                  | 6                    | 4 إلى 6              |                                |
| TiO2  | 0,93                    | 0,41                  | 4                    |                      |                                |
| SiO2  | 1,22                    | 0,36                  | 4                    | 4                    | مُشَكِلات الشبكة أو أكاسيد حمضية  |
| P2O5  | 1,66                    | 0,28                  | 4                    | 4                    |                                |

أما العناصر الموجودة في وسط الجدول الدورى فلا تكتسب أو تفقد إلكترونات، ولذلك فترابطها مع الأكسجين يكون في أغلبه ترابط تساهمى (إسهامى)، حيث يتشارك العنصران في إلكتروناتيهما الخارجية. وقوى التجاذب بين الأيونات المكونة للجزيء تساهمى كبيرة جداً. ولذلك تلزم حرارة كبيرة لهدم مثل هذا الترابط. وفي الواقع لا يوجد ترابط أيونى أو تساهمى نقى في الأكاسيد الموجودة في الخبث، ولكن توجد دائماً نسبة معينة من كليهما.
وتقل نسبة الترابط الأيونى (التكافؤ الكهربائى) في الأكسيد بالانتقال من أكسيد الصوديوم إلى أكسيد الفوسفور (جدول 3).وهذه النسبة هي مقياس لميل الأكسيد للتفكك إلى أيونات بسيطة في الحالة السائلة. وفي المجموعة الأخيرة من جدول 3 يكون الترابط في أكثره تساهمياً،
وجزء التكافؤ الكهربائى منه قوى جداً، لأن الكاتيون صغير ويحمل شحنة كبيرة. ولذلك فالترابط في هذه الجزيئات قوى جداً. وفي الخبث تميل هذه الأكاسيد إلى تكوين شبكة سداسية مستقرة، ولذلك تسمى مُشَكِلات الشبكة أو الأكاسيد الحمضية.
أما أعضاء المجموعة الأولى من الأكاسيد في جدول 3، فعند تسخينها أوإضافتها إلى الخبث السائل فإنها تكون أيونات بسيطة مثل Ca2+ و O2-، ولذلك تسمى مُكَسِرات الشبكة، لأنها تهدم الشبكة السداسية للسليكا بالتفاعل معها، وكلها أكاسيد قاعدية. ويجب الانتباه إلى أنه عندما يكون للفلز تكافؤان، فإنه يستطيع أن يكون أكسيدين،
ويكون الكاتيون ذو التكافؤ الأدنى أكبر حجماً، ومن ثم فإن ترابط الأكسجين والفلز في هذه الحالة يكون في أغلبه ترابط تكافؤ كهربائى، ولذلك فإن هذا الأكسيد يكون أكثر قاعدية من الآخر المحتوى على أيون فلزى ذو تكافؤ أعلى. وبناءً على ذلك، فإن Fe2O3 أكسيداً حمضياً و FeO قاعدياًُ. والمغنتيت Fe3O4 ينتج من تفاعل الأكسيد القاعدى FeO والأكسيد الحمضى Fe2O3.

## بنية الخبث
وكما رأينا فإن معظم الأخباث هي سليكات، وعند إضافة أكسيد قاعدى إلى الشبكة السداسية للسليكا، فإنه يكون أيونيم بسيطين، مثل حالة CaO الذي يكون:
```
(CaO) = (Ca
2+
) + (O
2
)
```

ومن ثم فهو يقدم أيون O2- إلى البنية ثلاثية الأبعاد ل Si-O فيُكَسِّرَها وفقاً للشكل التوضيحى الأتى:
وكلما زادت نسبة الأكاسيد القاعدية كلما زاد عدد الوصلات المهدمة في الشبكة السداسية للسليكا. وبعكس السليكا، فإن انصهار هذه السليكات يتم عامة في نقطة انصهار محددة، لا يصحبها مدى لزوجة كبير. وبارتفاع درجة الحرارة، تختفى البنية الجامدة للسليكات نهائياً.

## خصائص الأخباث

### الموصلية الكهربائية والحرارية
السليكا المنصهرة موصل كهربائى ضعيف، ولكن مع إضافة صهور مثل CaO أو بالأخص FeO و MnO، ترتفع الموصلية الكهربائية للخبث ارتفاعاً كبيراً عن موصلية الأكاسيد النقية.
ويمكن تفسير هذه الزيادة على أنها نتيجة لتكوين الأيونات، أي أن السليكا مُذيب مُؤَيِّن. ومن ثم يمكن استخدام الموصلية الكهربائية لقياس مدى التأين في الخبث. لا تعتمد الموصلية الكهربائية للخبث فقط على الأيونات الموجودة، ولكن أيضاً على سهولة حركتها (تَنَقُلِيَّتها)، التي هي دالة في حجم الأيونات ولزوجة الخبث. والموصلية الكهربائية أعلى في الحالة السائلة عنها في الحالة الصلبة، وتزداد مع زيادة درجة الحرارة. أما الموصلية الحرارية للأخباث فهى منخفضة جداً في العموم.

### لزوجة الخبث
تعتمد لزوجة الخبث على عاملين أساسيين هما التركيب ودرجة الحرارة. فتنخفض لزوجة الخبث مع ارتفاع درجة الحرارة، ويوصف هذا الانخفاض بدالة أسية (لوغاريتمية) كما في المعادلة الآتية:
حيث A ثابت، و E هي طاقة تنشيط السريان اللزج للخبث، وتعتمد على التركيب.
لا تنخفض لزوجة السليكا كثيراً مع ارتفاع درجة الحرارة، مما يشير إلى أن طاقة التنشيط للسريان اللزج مرتفعة. وتنخفض قيمة هذه الطاقة بسرعة مع إضافة صهور مثل أكسيد قاعدي، لأنه – كما أسلفنا – يكسر الروابط بين ثمانيات أسطح السليكا. والكميات الصغيرة من الصهور (أقل من 15%) لها تأثير كبير جداً في خفض طاقة التنشيط، ويزداد هذا التأثير مع قلة قوى الترابط بين الأنيون والكاتيون في الصهور، أي كلما كان الترابط أكثر أيونيةً وكلما صغر حجم الأيونات. وهذا يفسر القدرة العالية لصهورات أكسيد الصوديوم وفلوريد الكالسيوم على لزوجة السليكا والخبث الحمضى. وبالمثل فكما تقوم الأكاسيد القاعدية بدور الصهور للأخباث الحمضية تقوم السليكا بدور الصهور للأخباث القاعدية.
وأدنى لزوجة يمكن الحصول عليها توجد عند معامل قاعدية () يساوي 1,35. والخبث المتمثل في هذا التركيب له أدنى نقطة انصهار مقارنة بأي خبث آخر. يقوم الحجر الفلوري (الفلورسبار) أو فلوريد الكالسيوم بدور الصهور لكل الأخباث الحمضية والقاعدية، ولكن تأثيره أوضح في الأخباث القاعدية. وفي الممارسة الصناعية، يقال للخبث «خبث طويل» عند انخفاض لزوجته ببطئ مع ارتفاع درجة الحرارة، و«خبث قصير» عندما تنخفض لزوجته بسرعة مع ارتفاع درجة الحرارة. وعلى هذا المقياس، فالأخباث الحمضية طويلة والقاعدية قصيرة.

### قاعدية الخبث
تحسب قاعدية الخبث عملياً من أوزان الأكاسيد في الخبث وفقاً للعلاقة العامة الأتية:
ولا تؤخذ الأكاسيد المتقلبة مثل Al2O3 في حساب قاعدية الأخباث.

## الخبث في الصلب
إن وجود جسيمات ألومينا (أكسيد ألومنيوم) جامدة في الصلب – ناتجة عن زأكجة الصلب (إزالة الأكسجين منه) باستخدام الألومنيوم – أمر غير مرغوب فيه لسبيبن: لأن تراكم الألومينا الجامدة على فوهة المغرفة يمكن أن يؤدى إلى انسدادها وإعاقة سريان الفلز المنصهر أثناء الصب المستمر، ولأن وجود تضمنات الألومينا في الصلب تقلل من عمر الكلال لمنتجات الصلب. لأن السطح البينى بين الصلب وتضمنات الألومينا الصلدة هو موضع لنشوء شروخ الكلال، وقد وجد أن خفض نسبة الأكسجين في الصلب (موجود في تضمنات الألومنيوم)، من 20 إلى 3-6 جزء في المليون، يزيد عمر الكلال بمقدار 30 مرة.
وعند استخدام الكالسيوم مع الألومنيوم لزأكجة الصلب، فإن ناتج الزأكجة قد يكون Al2O3 أو CaO، أو أي من أطوار ألومينات الكالسيوم المتوسطة، ويتحدد الطور الناتج من النسبة بين الفاعلية الديناميكية الحرارية لكل من الكالسيوم والألومنيوم في الحديد. ويوضح شكل 1 علاقات محسوبة للأكاسيد المستقرة، بناءً على تركيزات كل من الألومنيوم والكالسيوم في الحديد عند 1550هم.
ويتضح من شكل 1 أنه في الحديد المحتوى على 0,01 % ألومنيوم فإن طور CaO.2Al2O3 الجامد يصبح هو الأكسيد المستقر عند تركيز كالسيوم بين 16 و 24 جزء في المليون. وأن زيادة تركيز الكالسيوم عن 24 جزء في المليون تؤدى إلى استقرار ألومينات كالسيوم سائلة، يتراوح تركيبها بين CaO.Al2O3 و CaO. ويصبح CaO الجامد هو الأكسيد المستقر عندما يزداد تركيز الكالسيوم إلى 1100 جزء في المليون. وقد وجد أن تكوين نواتج الزأكجة كاملة في الصورة السائلة، عادة ما يكون مصحوباً بنقص شديد في نسبة الأكسجين الذائب في الصلب (ما بين 42 – 73%). ولذلك أجريت محاولات لتكوين نواتج زأكجة سائلة (خبث) أثناء تنقية الصلب في المغرفة (البَودَقة) لما في ذلك من فائدة تكنولوجية عند الصب المستمر وتأثير حسن على خصائص الصُلب المنتج.
إن زأكجة الصلب بالسليكون والكالسيوم مشابة لاستخدام الألومنيوم والكالسيوم. فيوجد في مجموعة CaO-SiO2 مدى من التركيبات الكيميائية يتمركز حول CaO.SiO2، يتكون فيه أكسيد سائل (سليكات كالسيوم) في درجة حرارة أكبر من 1544هم. إلا أن سليكات الكالسيوم السائلة تتكون عند فاعلية (تركيز) كالسيوم منخفضة كثيراًً عن تلك المطلوبة لتكوين ألومينات الكالسيوم السائلة، ولذلك فإن حدود تركيزات الكالسيوم المضافة للصلب المزأكج بالسليكون أصغر من تلك المطلوبة للصلب المزأكج بالألومنيوم. أما زأكجة الصلب بالكالسيوم في وجود كل من السليكون والألومنيوم، فيمكن أن يكوِّن نواتج زأكجة سائلة من سليكات الكالسيوم الألومينية، وعند درجات حرارة أعلى من 1550هم، تكون معظم الأطوار في المنطقة الوسطى من مجموعة CaO-Al2O3-SiO2 سائلة.
وعند وجود كبريت في الحديد، فإن إضافة الكالسيوم قد تؤدى لتكوين CaS، وهو أمر مرغوب فيه لإزالة الكبريت من الصلب (الزَكْبَتَة). وتتحدد إمكانية تكوين CaS بقيم الفاعليات الديناميكية الحرارية للكالسيوم والكبريت. وعند تركيز كبريت بين 0,005 و 0,04% في الحديد، فإن محتوى الكالسيوم اللازم لتكوين CaS يقع في نفس المدى اللازم لتكوين أكسيد سائل (خبث سائل) في الحديد المحتوى على أكسجين وكالسيوم وألومنيوم؛ ويقع في المدى اللازم لتكوين سليكات كالسيوم جامدة في الحديد المحتوى على على أكسجين وكالسيوم وسليكون. وتتحدد إمكانية وجود كل من الأكسيد والكبريتيد في اتزان معاً بكميات الأكسجين والكالسيوم والألومنيوم والكبريت.
وتتم زكبتة الحديد كما يلى: بعد زأكجة الحديد بالألومنيوم أو السليكون، يضاف الكالسيوم ببطئ للمحافظة على الاتزان، فيؤدى ذلك إلى تكوين CaO، مما يرفع من قاعدية ناتج الزأكجة، ويؤدى إلى امتصاص الكبريت إليه من المصهور بدلاً من الأكسجين. وعند وصول فاعلية (تركيز) الكالسيوم إلى القيمة المطلوبة لتكوين CaS، فإن CaS الجامد سيترسب مع الأكسيد، فينخفض بشدة تركيز الكبريت في الحديد. وقد لوحظ من دراسة الفوهات المسدودة أثناء سريان الصلب المزأكج بالكالسيوم والسليكون، والمزأكج بالكالسيوم والألومنيوم والسليكون، لوحظ أنها تحتوى على ترسبات ضخمة من CaS مع كميات من سليكات كالسيوم وسليكات كالسيوم ألومينية، على الترتيب. مما يعنى أن زكبتة الصلب تتم آنية مع زأكجته، وهذا يتناقض مع الاعتقاد السائد بأن الزأكجة تسبق الزكبتة في عملية تنقية الصلب.

## استخدامات الخبث
يمثل التخلص من الخبث عند إنتاجه بكميات ضخمة مشكلة كبيرة، يمكن تداركها إذا استخدم كمادة خام في صناعات أخرى، أو إذا وجدت له استخدامات مباشرة في التشييد والزراعة. وبالإضافة إلى ذلك فإن استخدام الخبث يحافظ على الموارد الطبيعية للمواد الخام، ويجنبنا المشكلات البيئية التي قد تنتج عن التخلص من كميات كبيرة من النفايات، ولهذه الحلول قيمة اقتصادية عظيمة لما توفره من تكاليف التخلص من الخبث. نتناول في الفقرات القادمة الاستخدامات المتوفرة لكل نوع من الأخباث.

### خبث الفرن العالى

#### الخبث الناتج من الفرن العالى أثناء استخلاص الحديد
Blast Furnace Slag يُنتج بكميات ضخمة ويُستغل بدرجة أكبر من أي خبث آخر. يحتوى هذا الخبث على سليكا وألومينا مصدرهما خامة الحديد، متحدة مع أكاسيد كالسيوم ومغنسيوم مصدرها الصهور المستخدم أثناء الاستخلاص. يخرج الخبث من الفرن سائلاً عند درجة حرارة 1500 هم تقريباً، كما هو مبين في شكل 2. ويمكن إنتاجه في ثلاث صور بتغيير طريقة التبريد.

#### خبث الفرن العالى المبرد في الهواء
(بالإنكليزية: Air Cooled Blast Furnace Slag) ويُنتج بالسماح للخبث المنصهر بالتجمد في الظروف الجوية السائدة. وهو غالباً متبلور، ذو بنية شبكية (على شكل خلايا) أو فَجَويّة، بها فجوات ناشئة عن فقاعات الغازات التي كانت ذائبة فيه قبل التجمد. وبعد التكسير والغَربَلة إلى الأحجام المطلوبة، يستخدم الخبث كحصى وكتل مُكسَّرَة في العديد من التطبيقات. واستخداماته الرئيسية في التشييد للردم (رُكام) في أساسات الطرق، وكرُكام في الخلائط القارية (البيتومينية)، ويستخدم في خرسانة الأسمنت البورتلاندى، ولكبح السكك الحديدية (رضراض للسكة الحديد)، ورُكام تسقيف، وأوساط ترشيح في محطات معالجة مياه المجارى. ويستخدم أيضاً مادة خام في تصنيع الصوف المعدنى والأسمنت البورتلاندي والزجاج ومكيفاً للتربة لمعادلة الحامضية، ولإمداد التربة بعناصر تساعد على نمو النباتات.

#### خبث الفرن العالى المُحَبَّب
(بالإنكليزية: Granulated Blast Furnace Slag) ويُنتج بتَسْقِيَة (إخماد) الخبث المنصهر بسرعة، بحيث تتكون مادة زجاجية (غير متبلورة) بها القليل من التبلور المعدنى. والأسلوب الأكثر شيوعاً هو التسقية في الماء، ويمكن استخدام الهواء أو مزيج منه مع الماء. ويحتوى زجاج الخبث على الأكاسيد الرئيسية في الأسمنت البورتلاندى، ولكن بنسب مختلفة من الجير والسليكا. وله خواص هيدرولية ممتازة، ويَشُك (يَجْمُد) بنفس طريقة الأسمنت البورتلاندى عند اتحاده بمُنشِّط مناسب مثل هيدروكسيد الكالسيوم.
ومن ثم، فالاستخدام الرئيسى للخبث المحبب هو كمادة أسمنتية. وتستخدم الأخباث المطحونة طحناً ناعماً في أسمنتات متنوعة، وتخلط في الأكثر مع الأسمنت البورتلاندى. وتمتاز هذه الأسمنتات بمقاومة محسنة لماء البحر والكبريتيات. ومن التطبيقات الأخرى لهذه الأخباث تثبيت التربة والأساسات، وصناعة الزجاج، ومادة تجيير زراعية (معالجة بالجير لمعادلة الحامضية)، وإنتاج كلنكرات الأسمنت البورتلاندى.

#### خبث مُمَدَد أو مُرَغَّى
(بالإنكليزية: Expanded or Foamed Blast Furnace Slag) ويُنتج بمعالجة خبث الفرن العالى المُنصهر بكمية محدودة من الماء، أقل من تلك اللازمة للتحبيب. والمنتج الناتج ذو طبيعة شبكية أو فَجَوية أكثر من الخبث المبرد في الهواء، وأخف وزنا منه. وتتحدد خصائص الخبث الناتج بناءً على كمية المياه المستخدمة وأسلوب التبريد المستخدم، مما يعطى مواد تتفاوت بين الأخباث عالية التبلور فجوية البنية والمواد الزجاجية المشابهة للخبث المحبب. وقد طورت طرق متنوعة من الحفر والماكينات لخلط الماء مع الخبث المنصهر، مثل عملية التكوير pelletizing التي تكون كريات خبث عالى التزجج. والاستخدام الأكبر لهذا الخبث هو رُكام في الخرسانة خفيفة الوزن، ووحدات البناء المتميزة بخصائص عزل ومقاومة للحريق ممتازة. وتشمل الاستخدامات الأخرى صناعة حشو البناء خفيف الوزن، وتستخدم المواد الأكثر زجاجية للأسمنتات الخبثية.
وقد أصبح استخدام خبث الفرن العالى مساوياً لإنتاجه في معظم البلدان الصناعية. وقد جعلت التطبيقات العديدة لأنواعه المختلفة المتنوعة، جعلته مادة قيمة ومورد مفيد جداً بدلاً من مجرد نفاية.

### خبث صناعة الصلب
أخباث صناعة الصلب (بالإنكليزية: Steel Making Slags) هي منتجات جانبية لمعالجة الحديد للحصول على نوع ورتبة مرغوبة من الصلب، ويتم ذلك في أفران مثل أفران المجامر المكشوفة والأفران الأكسجينية القاعدية والكهربائية. وتتكون أخباث صناعة الصلب في المقام الأول من سليكات الكالسيوم وفريتات الألومنيوم مع أكاسيد منصهرة للكالسيوم والحديد والمغنسيوم والمنجنيز. وتحتوى بعض الأخباث على أكاسيد حرة للكالسيوم والمغنسيوم، قد تتميه مصحوبة بزيادات كبيرة في الحجم. ويعاد استخدام كميات كبيرة من أخباث صناعة الصلب في الأفران حيث تُمثِّل مصدراَ للحديد والمواد الصهورة. ولأنها زُكام معدنى عالى الجودة، يستخدم العديد منها في كبح السكك الحديد والرصف القارى للطرق (السفلتة)، وفي الطرق غير المرصوفة للأساسات والجوانب، 
وللتقليل النحر. وتمنع قابليتها للتمدد من استخدامها في الخرسانة والتطبيقات المقيدة بأبعاد جاسئة لا يمكن تجاوزها بسبب التمدد. واستخدامها في الأساسات والحشو في الإنشاءات قد يحتاج إلى الاختيار بعناية، والتجهيز والتعتيق (الإزمان) قبل الاستخدام. وتشمل التطبيقات الأخرى مكيفات التربة أو الأسمدة وصناعة الأسمنت. ومع أن استخدامه ليس كاملاً مثل خبث الفرن العالى إلا أن القسم الأكبر من خبث صناعة الصلب المنتج عالمياً يجد استخدامات مناسبة.

### خبث السبائك الحديدية
إن صناعة السبائك الحديدية، مثل السليكون الحديدي (فروسليكون) والمنجنيز الحديدي (فرومنجنيز) والكروم الحديدي (فروكروم) والنيكل الحديدي (فرونيكل)، هي الأصغرمن بين الصناعات الحديدية، ولذلك فالخبث المنتج منها يستخدم في تطبيقات محلية بالقرب من مصانع إنتاجه. وخبث السليكومنجنيز (ينتج منه 1,1 كجم خبث/كجم سليكومنجنيز) ذو تكوين زجاجي، وينتج عادة في كتل ضخمة، ويمكن استخدامه للأساسات الحبيبية وللحشو كمادة مالئة. وخبث الكروم الحديدي (ينتج منه 1,5-2 كجم خبث/كجم كروم حديدي)، وهو متاح في قطع كثيفة من 10إلى 15 سم ذات سطح فَجَوِى، ويستخدم في إنشاء الطرق. وخبث النيكل الحديدي (ينتج منه 3.1 كجم خبث/كجم نيكل حديدي) يحبب في الغالب ويستخدم في الأساسات والحشو، وتجرى حديثاً تجارب لاستخدام خبث النيكل الحديدي المحبب المنتج في صناعة الأسمنت عالي الألومينا. وأخباث السليكومنجنيز والكروم الحديدي تشبه خبث الفرن العالى المبرد في الهواء، إلا أنها أثقل (1800 إلى 2000 كجم/م3). والمواد المترشحة (النُضَاضَة) من أخباث السبائك الحديدية لا تحتوي عامة على تركيزات مؤثرة من مواد سامة

#### خبث النحاس
يفرغ خبث النحاس عادة من الفرن عند حوالي 1100 إلى 1300هم، ولونه بعد تجمده أسود، وله مظهر حجري أو زجاجي. ويتغير وزنه النوعي مع محتوى الحديد من منخفض 2,8 إلى مرتفع 3,8. ويمكن استخدام العديد من الأخباث غير الحديدية مثل خبث النحاس والرصاص والنيكل بكفائة كمواد مُطِيلَة للأسمنت (بَزُّولان). وقد وجد أن الخلائط الأسمنتية الناعمة الطحن من خبث النحاس والنيكل والأسمنت البورتلاندي يمكن أن تستخدم كمادة رابطة لتثبيت الأساسات في إنشاء الطرق. وحتى يمكن استخدام هذه المواد لهذا الغرض لابد أن تكون مُزجَجَة وناعمة الطحن، ولا يجب أن يكون المحتوى الخبثي في المادة الرابطة عالٍ أكثر من اللازم، والأخباث المستخدمة كبزولان لابد وأن تكون منخفضة التفاعلية. وفي المناطق التي يتوفر فيها خبث النحاس، يشيع استخدامه لتثبيت السكك الحديدية. والاستخدام الرئيسي لخبث النحاس في تمهيد الطرق هو استخدامه للأساسات الحبيبية وللحشو الهندسي. وهذا يشمل التكسير وتصنيف المقاسات للوصول إلى تدميج ملائم. ومثل كافة الأخباث غير الحديدية لابد من مراجعة المشكلات المحتملة للمواد المترشحة (النُضَاضَة) قبل الاستخدام.

#### أخباث الرصاص والرصاص-خارصين والخارصين
نظراً لأن الرصاص والخارصين متلازمان في خاماتهما ومعالجاتيهما المتالورجية فإن أخباث الرصاص والرصاص-خارصين والخارصين ستعتبر مجموعة واحدة. وأخباث هذه المجموعة سوداء أو حمراء اللون وغير متماسكة وزجاجية وحروف جسيماتها ذات زوايا حادة، وأشكالها مكعبة. ووزنها النوعي عالٍ يصل إلى 3,6. والكميات المتاحة من هذه الأخباث صغيرة نسبيا، وتستخدم كحشو في الإنشاءات وفي الأساسات الحبيبية. ومما يرفع من تكلفة نقلها على أساس الحجم إلى المشروعات الإنشائية ارتفاع وزن وحدة الحجم منها، وإنتاجها في مناطق بعيدة عن المشروعات الإنشائية. تجرى حالياً دراسات لاستخدام خبث الرصاص الثانوى المنتج في الأفران الدوارة عند تحويل كبريتات الرصاص وأكاسيده الموجودة في البطاريات المستهلكة إلى رصاص فلزى، تجرى دراسات لاستخدامه في إنتاج كتل الخرسانة.

#### خبث النيكل
يتكون خبث النيكل من سليكات حديد، يستخرج ويُكوَّم ويترك ليبرد في الهواء، فيكون كلنكرات (مخلفات الحرق)، تكسر بعد ذلك وتستخدم حسب الحاجة. وزنها النوعي عالٍ نسبياً – 3,5.واستخدم هذا الخبث المنتج في «سِدبرى» بكندا لمدة تزيد عن ستين عاماً في تثبيت السكك الحديدية وأثبت كفائة عالية بحيث ينظر إليه كأفضل مادة استخدمت لهذا الغرض. فالخبث المجهز لهذا الغرض ثقيل ومتين وصلد وزاوي الشكل، ويُحشى جيداً تحت الشدادات العرضية للسكة الحديدية، مما يعطى تثبيت أفضل من المثبتات الصخرية. إلا أن ارتفاع وزنه النوعي يرفع من تكلفة نقله مقارنة بالصخر، ويحتاج لطاقة أكبر لتدميجه وفرشه تحت السكة الحديدية. يوفي هذا الخبث أو يفوق المواصفات المعتادة للمثبتات الصخرية في إنشاء السكك الحديدية. الاستخدامات الأخرى لخبث النيكل تشبه استخدامات خبث النحاس، وتستهلك كمية كبيرة منه في الحشو والأساسات.

#### خبث الفوسفور
في معظم مصانع الفوسفور، يصب الخبث المنصهر في حفر ويترك ليبرد في الهواء أو يرش بالماء على سطحه، ثم يكسر ويستخدم مثبتاً أو كابحاً للسكك أو رُكَام، وينتج كذلك محبباً ومُمَداداً. تحتوي معظم صخور الفوسفات على ما بين 30 إلى 200 جزء في المليون يورانيوم، ويخرج معظم اليورانيوم في خبث أفران الفوسفات، وقد وجد بالاختبار أن الإشعاع الناتج منه ضئيل جداً وغير ضار. واستخدامات هذا الخبث الحالية والمتوقعة تشابه إلى حد كبير خبث الفرن العالي. وتنحصر في ركام الخرسانة ومثبتات السكك والحشو والأساسات الحبيبية والخرسانة القارية (الأسفلتية) للخبث المبرد في الهواء، وفي صناعة الأسمنت للخبث المحبب، والركام حفيف الوزن للخبث الممدد.